# Jerry Ciccoritti
Jerry Ciccoritti (nascut el 5 d'agost de 1956) és un director de pel·lícula, televisió i teatre canadenc.

## Biografia
Nascut a Toronto, Ciccoritti es va iniciar en el teatre amateur a l'escola secundària i va ser un dels fundadors del teatre Buddies in Bad Times el 1978 i del Rhubarb Theatre Festival el 1979. Va assistir al programa de cinema a la Universitat de York  però va abandonar per treballar a la creixent indústria cinematogràfica de Toronto.
Va coproduir, coescriure i dirigir les pel·lícules de terror de baix pressupost Psycho Girls (1985) i Graveyard Shift. Van seguir diverses altres pel·lícules de gènere, que finalment van portar a treballar en pel·lícules episòdiques de televisió i televisió. Ciccoritti va ser fonamental en el desenvolupament de les sèries de televisió Catwalk (1992) i Straight Up (1996) i va començar una carrera secundària com a director de pel·lícules i minisèries de televisió de gran pressupost amb Net Worth (1995), un drama sobre les batalles del jugador d'hoquei Ted Lindsay amb la Lliga Nacional d'Hoquei en nom dels seus companys jugadors. Una altra pel·lícula popular de Ciccoritti que tracta sobre la història canadenca és Trudeau.
El director també ha representat l'experiència italo-canadenca, amb pel·lícules com Boy Meets Girl (1998) i l'adaptació televisiva de Nino Ricci' 'Lives of the Saints. La seva estrena al cinema Blood (2004) va ser una comèdia negra ben rebuda rodada en una presa contínua. Més recentment, el 2012, Ciccoritti va coescriure, produir i dirigir el llargmetratge The Resurrection of Tony Gitone, una comèdia ambientada a la Little Italy de Toronto.

## Pel·lícules
Els seus crèdits inclouen les pel·lícules de cinema The Life Before This, Blood, The Resurrection of Tony Gitone, i Paris, France, els telefilms The Death and Life of Nancy Eaton, Net Worth, Lives of the Saints, Shania: A Life in Eight Albums, Chasing Cain, Trudeau, Victor i Dragon Boys. També ha dirigit episodis de televisió, com ara Bomb Girls, [[[Being Erica]], Straight Up, ReGenesis i King. El 2015, va dirigir episodis de la comèdia de situació de la CBC Schitt's Creek. El 2016, va dirigir la minisèrie de televisió 21 Thunder, que s'esperava que debutés a CBC el 2017.
La seva pel·lícula més recent, Lie Exposed, es va estrenar el 2019.

## Premis
Ciccoritti ha estat nominat i ha guanyat diversos Premis Gemini, inclòs un nombre rècord de victòries al Millor Director (Televisió). Va guanyar el Canadian Screen Award a la millor direcció en un programa dramàtic o minisèrie per a la pel·lícula de televisió de CBC John A.: Birth of a Country.
Bloodva ser nominada a un Genie Award per l'Millor guió original als 25th Genie Awards,i Ciccoritti també va ser nominat per a un premi Directors Guild of Canada per la pel·lícula.
Ciccoritti també ha guanyat tres premis del Directors Guild of Canada.

## Cites
"Odio ser el tipus que manté la vella serra de comparar-nos amb els Estats Units, però si dirigeixes un munt de MOW de gran qualitat per a HBO i aconsegueixes un munt d'Emmys, el teu telèfon està sonant. volen treballar amb tu. Aquí dalt simplement no passa. No sé per què."